# Autobahnkreuz München-Ost
Das Autobahnkreuz München-Ost ist ein Autobahnkreuz östlich der bayerischen Landeshauptstadt München und verbindet die Bundesautobahnen 94 (München–Passau), die sich derzeit teilweise im Bau befindet und die 99 (Autobahnring München).

## Geographie
Das Kreuz befindet sich auf dem Gemeindegebiet von Vaterstetten, an das direkt nördlich und westlich vom Kreuz das Gemeindegebiet von Feldkirchen angrenzt. Etwa 1 km nordöstlich des Kreuzes beginnt zudem das Gemeindegebiet von Kirchheim. Somit ist das Autobahnkreuz an der Grenze zwischen dem Landkreis Ebersberg und dem Landkreis München gelegen. Es befindet sich dabei etwa 10 km östlich der Münchener Innenstadt und etwa 150 km westlich von Passau. Beide Städte sollen nach ihrer Fertigstellung durch die A 94 verbunden sein. In Richtung Norden und Süden schließt sich mit der A 99 der Münchener Autobahnring an, der die Stadt mit Ausnahme der südwestlich gelegenen Strecke zwischen Autobahndreieck München-Süd-West und Autobahnkreuz München-Süd weitgehend umrundet.
Das Kreuz stellt des Weiteren den Treffpunkt dreier Europastraßen dar, von denen eine, nämlich die Europastraße 552, sogar direkt am Kreuz beginnt. Diese führt über die A 94 und die B 12 nach Österreich, wo sie in Linz endet. Außerdem passieren die in Straßburg beginnende und weitgehend über die A 8 verlaufende Europastraße 52, die aufgrund der Unterbrechung der A 8 im Münchener Stadtgebiet in diesem Bereich über die A 99 geführt wird, und die Europastraße 45, die von Nordfinnland bis Sizilien verläuft, dieses Autobahnkreuz. Auch bei dieser dient die A 99 als Verbindungsstück, so überbrückt sie die Lücke zwischen der A 9 in Richtung Nürnberg und der A 8 in Richtung Rosenheim.
Das Autobahnkreuz trägt auf der A 94 die Nummer 8, während es auf der A 99 die Nummer 17 trägt.

## Geschichte
Das Autobahnkreuz entstand 1977 durch die Verlegung der B 12, die in diesem Bereich heute als A 94 gewidmet ist, auf eine neue, vierspurige Trasse. Diese endete bis zu ihrer Verlängerung nach Osten im Jahr 1989 kurz hinter dem Autobahnkreuz. Die A 99 hingegen passierte diesen Ort schon seit 1973.
Von Herbst 2009 bis zum Herbst 2013 wurde die Ausfahrt der bereits zuvor zweispurig ausgebauten Rampe aus Richtung Nürnberg in Richtung München bis zur Abfahrt Feldkirchen-Ost um eine Spur erweitert. Hierbei wurde neben der Ausfahrt dieser Rampe auch diese Abfahrt sowie die Verteilerbahn des Kleeblatts baulich von der Hauptfahrbahn der A 94 getrennt.

## Bauform und Ausbauzustand

Schema der Struktur des Kreuzes ohne den westlich gelegenen Anschluss Feldkirchen-Ost

Die A 99 ist im Bereich des Kreuzes sechsspurig, die A 94 hingegen vierstreifig ausgebaut, wobei erstere im Kreuzungsbereich zudem über eine Verkehrsbeeinflussungsanlage verfügt. Die A 99 soll in diesem Bereich achtspurig, die A 94 sechsspurig ausgebaut werden, um dem gestiegenen Verkehrsaufkommen gerecht zu werden. Auf der A 99 gibt es allerdings schon jetzt eine temporäre Seitenstreifenfreigabe. Das Vorhaben an der A 99 ist im aktuellen Bundesverkehrswegeplan im „vordringlichen Bedarf“, das an der A 94 im „weiteren Bedarf“ eingestuft.
Das Kreuz ist als klassisches Kleeblatt mit vergrößerten Ohren angelegt, wobei die Verbindungsrampe von der A 99 aus nördlicher Richtung zur A 94 in Richtung München als einzige zweispurig ausgebaut ist, während alle anderen Verbindungsrampen einspurig ausgebaut sind. Die zweispurige Verbindungsrampe weist des Weiteren die Besonderheit auf, dass sie direkt mit der angrenzenden Anschlussstelle Feldkirchen-Ost verknüpft ist, sodass diese von der rechten Spur der Verbindungsrampe ohne Spurwechsel erreichbar ist. Aufgrund einer Fahrbahntrennung in diesem Bereich ist eine Ausfahrt aus Richtung Passau somit nur möglich, wenn man sich bereits vor der Kreuzung entsprechend auf die Fahrbahnen, die auch mit den Verbindungsrampen verknüpft sind, einordnet.

### Anschlussstellen und Fahrbeziehungen
|                                      | Münchener Autobahnring (15) Kirchheim bei München über Richtung Nürnberg |                               |
| (7) Feldkirchen-Ost Richtung München |                                                                          | (9a) Parsdorf Richtung Passau |
|                                      | Münchener Autobahnring (18) Haar über Richtung Salzburg                  |                               |

## Verkehrsaufkommen
Die Bundesanstalt für Straßenwesen ermittelte in manuellen Verkehrszählungen in den Jahren 2005, 2010 und 2015 folgende Fahrzeugaufkommen:
| Von                             | Nach               | Durchschnittliche tägliche Verkehrsstärke | Durchschnittliche tägliche Verkehrsstärke | Durchschnittliche tägliche Verkehrsstärke | Anteil Schwerlastverkehr | Anteil Schwerlastverkehr | Anteil Schwerlastverkehr |
| Von                             | Nach               | 2005                                      | 2010                                      | 2015                                      | 2005                     | 2010                     | 2015                     |
| ------------------------------- | ------------------ | ----------------------------------------- | ----------------------------------------- | ----------------------------------------- | ------------------------ | ------------------------ | ------------------------ |
| AS Feldkirchen-Ost (A 94)       | AK München-Ost     | 053.400                                   | 056.300                                   | 058.700                                   | 06,0 %                   | 06,0 %                   | 06,3 %                   |
| AK München-Ost                  | AS Parsdorf (A 94) | 049.800                                   | 052.700                                   | 063.400                                   | 07,9 %                   | 09,6 %                   | 10,8 %                   |
| AS Kirchheim bei München (A 99) | AK München-Ost     | 112.300                                   | 115.700                                   | 118.800                                   | 14,7 %                   | 14,5 %                   | 14,6 %                   |
| AK München-Ost                  | AS Haar (A 99)     | 101.700                                   | 106.000                                   | 112.300                                   | 13,4 %                   | 11,6 %                   | 11,8 %                   |

Diesen Daten zufolge war die A 99 im Abschnitt nördlich des Autobahnkreuzes im Jahr 2010 nach einigen weiteren Abschnitten dieser Autobahn und einigen Abschnitten der A 9 nördlich von München die am siebthäufigsten befahrene Autobahnstrecke Bayerns.

## Planungen
Gemäß einem im November 2017 erschienenen Zeitungsartikel ist ein weiterer Ausbau mit zwei halbdirekten Verbindungsrampen in Diskussion.